# Космос-954
Космос-954 је један од преко 2400 совјетских вјештачких сателита лансираних у оквиру програма Космос.
Космос-954 је лансиран са космодрома Тјуратам, Бајконур, СССР, 18. септембра 1977. Ракета-носач је поставила сателит у орбиту око планете Земље. 
Сателит је садржавао радиоактивни материјал. Пао је у сјеверној Канади, контаминирајући велико подручје, изазивајући међународни инцидент.